# Сагудати
Сагудати — середньовічне південнослов'янське плем'я, яке у VII віці жило на півострові Пелопоннес, а в VIII—XI віках на півострові Халкідіки на Балканах. Плем'я сагудати займало територію між сучасним містом Салоніки і візантійським монастирем Афон. Район поселення сагудатів получив назву Сагудатія. Довгий час сагудати зберігали традиційну слов'янську віру. В XI віці увійшли у Візантійську імперію і прийняли християнство. У 1081—1118 роках візантійська влада переселила плем'я сагудати в Малу Азію. В 1204 році згадується про поселення Сагудаї біля міста Нікея, зараз територія Туреччини.